# Erbach (Bad Camberg)
Erbach is een plaats in de Duitse gemeente Bad Camberg, deelstaat Hessen, en telt 2869 inwoners (2006).